# سعدي الكعبي
سعدي الكعبي (1937 - ) هو فنان تشكيلي عراقي، من مواليد محافظة النجف، أكمل دراسته الابتدائية والثانوية فيها، تتلمذ على أيدي رواد الفن التشكيلي العراقي جواد سليم وفائق حسن، حصل على دبلوم من معهد الفنون الجميلة في بغداد عام 1955، عمل مدرساً للفن في بغداد لمدة ست سنوات، اقام أول معرض شخصي له في قاعة كولبنكيان عام 1968، سافر الى السعودية وعمل مدرساً في مدينة تبوك، بعدها انتقل الى الرياض، وأقام فيها 3 معارض فنية شخصية، ثم عاد إلى العراق وأسس نادي التشكيليين العراقيين عام 1985 وأصبح رئيسًا له، ثم شغل منصب مدير الفن الثقافي في وزراة الثقافة العراقية بين عامي 1985 و1988، غادر العراق في عام 2006 الى الأردن، ثم هاجر الى الولايات المتحدة للاستقرار والعيش فيها.

## عضوية ومناصب
- مدير للإنتاج المسرحي في مؤسسة السينما والمسرح.
- رئيس نادي التشكيليين العراقيين.
- مدير الفن الثقافي في وزارة الثقافة.
- عضو اللجنة التحضيرية لمهرجان بغداد العالمي الثاني للفن المعاصر.
- كان رئيس جمعية الفنانين التشكيليين العراقيين.
- عضو في لجنة التحكيم الدولية - بينالي دكا الآسيوي في بنغلادش عام 1990 و1999.
- عضو في لجنة التحكيم - بينالي الفن الإسلامي في طهران عام 1994 و2004.
- عضو في نقابة الفنانين العراقيين.

## روابط خارجية
- ملف الفنان والسيرة الذاتية